# こどものうた
『こどものうた』は、2008年4月6日から同年12月28日まで関西テレビで毎週日曜日 9:56 - 10:00 （JST）に放送されていたミニ番組。

## 内容
関西テレビの開局50周年を記念して、子どもたちへのメッセージを込めた歌が毎月書き下ろされ、それを関西出身のアーティストが歌い、新進気鋭の映像クリエイターが手がけたプロモーションビデオを放送。
2009年3月18日、番組で放送されたプロモーションビデオを収録したDVDが発売された。

## マンスリーソング
- 4月度：奈良少年少女合唱隊アンジェリカ with ますだ「大仏なら…」
作詞・作曲：増田英彦（ますだおかだ）
増田は曲中のラップも担当した。2010年にはラップ部分の歌詞を変更し、新たにアレンジし直した「だいぶつぶつぶつ」をニコラモデルの4人組ユニット・ニコ☆モコがカバーした。
- 5月度：ET-KING「うまい!お弁当」
作詞：ET-KING、作曲：イトキン
- 6月度：サクラメリーメン「郵便屋さんのうた」
作詞・作曲：小西透太
- 7月度：少年カミカゼ「ありがとうのうた。」 
作詞・作曲：和教
- 8月度：ガガガSP「八月の出来事」
作詞・作曲：コザック前田
- 9月度：木山裕策「hello」
作詞・作曲：多胡邦夫
- 10月度：misono「家族の日」
作詞：misono、作曲：所ジョージ
- 11月度：槇原敬之「つま先立ちで(笑)」
作詞・作曲：槇原敬之
- 12月度：ムラマサ☆「ゆきだるま」
作詞・作曲：トシヒロ

## スタッフ
- プロデューサー：重松圭一、小杉太二、原一博
- 制作著作：関西テレビ